# Склад (село)
Склад (рос. Склад, якут. Тумат) — село в Булунському улусі, Республіка Саха, Росія. Центр і єдине село Туматського наслегу.
Село розташоване на лівому березі річки Оленьок, в місці, де в неї впадає ліва притока Таймилир. Населення становить 90 осіб (2001).